# Anisozyga major
Anisozyga major är en fjärilsart som beskrevs av W. Warren 1912. Anisozyga major ingår i släktet Anisozyga och familjen mätare. Inga underarter finns listade i Catalogue of Life.